# Álvaro Vidal Rivadeneyra
Álvaro Eduardo Vidal Rivadeneyra (Pacarán; Cañete, 22 de octubre de 1942) es un médico y político peruano. Fue presidente del Seguro Social de Salud del Perú (EsSalud), desde el año 2011 hasta el año 2012, y ministro de Salud del Perú en el gobierno de Alejandro Toledo, desde el 28 de junio del 2003 hasta el 16 de febrero del 2004.

## Biografía
Álvaro Vidal nació el 22 de octubre de 1942 en el distrito de Pacarán, ubicado en la provincia de Cañete. Realizó sus estudios escolares en el Colegio Nacional Nuestra Señora de Guadalupe e ingresó a la Facultad de Medicina "San Fernando" de la Universidad Nacional Mayor de San Marcos, en donde estudió la carrera de Medicina humana y luego ejerció como profesor universitario.
Vidal ha sido presidente de la Asociación Médica del Seguro Social del Perú (ANMSSOP), secretario general del CEN de la Facultad de Medicina "San Fernando" de la UNMSM, integrante de la primera directiva de la Asociación Nacional de Médicos del Ministerio de Salud (ANMMS) y fundador del Movimiento Médico Social Hugo Pesce. Asimismo, trabajó en el Hospital Nacional Guillermo Almenara Irigoyen y fue elegido como decano del Colegio Médico del Perú para el periodo 2002-2003.
El 28 de junio del 2003, Álvaro Vidal fue designado y juramentado por el presidente Alejandro Toledo como ministro de Salud del Perú, en reemplazo de Fernando Carbone, y durante su gestión participó el Foro de Alto Nivel sobre las metas del Milenio en Salud, Nutrición y Población, organizado por la Organización Mundial de la Salud y el Banco Mundial.
Permaneció en el cargo hasta el 16 de febrero del 2004, siendo reemplazado por Pilar Mazzetti.
Durante la segunda vuelta de las elecciones generales del año 2011, Vidal formó parte del equipo técnico del candidato presidencial de Gana Perú, Ollanta Humala.
El 6 de agosto del 2011, siendo Humala ya juramentado presidente del Perú, se acordó designar a Álvaro Vidal como presidente del Seguro Social de Salud del Perú (EsSalud), en reemplazo de Félix Ortega. Vidal se mantuvo en el cargo hasta el 15 de septiembre del año 2012, siendo reemplazado por Virginia Baffigo.